# Sulztalferner
Sulztalferner är en glaciär i Österrike. Den ligger i förbundslandet Tyrolen, i den västra delen av landet. Sulztalferner ligger 3 350 till 2 290 meter över havet.
Glaciären ligger öster om Wilde Leck, 3 359 meter över havet, samt norr om Windacher Daunkogel, 3348 meter över havet.
Trakten runt Sulztalferner består i huvudsak av alpin tundra och andra isformationer.